# Otan o Chagall kostize ligotero apo ena kilo patates
Otan o Chagall kostize ligotero apo ena kilo patates è un documentario del 1996 diretto da Yiorgos Papakonstantinou, Giorgos C. Zervas e basato sulla vita del pittore bielorusso Marc Chagall.

## Riconoscimenti
- Thessaloniki Film Festival 1996: Premio Competizione Greca: Miglior Documentario (Giorgos C. Zervas e Yiorgos Papakonstantinou)